# Енмур (Западна Вирџинија)
Енмур (енгл. Anmoore) град је у америчкој савезној држави Западна Вирџинија.

## Демографија
По попису из 2010. године број становника је 770, што је 85 (12,4%) становника више него 2000. године.
| Група             | 2000.       | 2010.       |
| Белци             | 643 (93,9%) | 738 (95,8%) |
| Афроамериканци    | 8 (1,2%)    | 10 (1,3%)   |
| Азијати           | 6 (0,9%)    | 3 (0,4%)    |
| Хиспаноамериканци | 24 (3,5%)   | 13 (1,7%)   |
| Укупно            | 685         | 770         |